# ماثيو ليون (موسيقي)
ماثيو ليون (بالإنجليزية: Matthew Leone)‏ هو موسيقي أمريكي، ولد في 13 مايو 1981 في شيكاغو في الولايات المتحدة.

## وصلات خارجية
- الموقع الرسمي
- ماثيو ليون على موقع ميوزك برينز (الإنجليزية)
- ماثيو ليون على موقع ديسكوغز (الإنجليزية)